# Woolley, Cambridgeshire
Woolley är en by i civil parish Barham and Woolley, i distriktet Huntingdonshire, i grevskapet Cambridgeshire i England. Byn är belägen 9 km från Huntingdon. Woolley var en civil parish fram till 1935 när blev den en del av Barham and Woolley. Civil parish hade 29 invånare år 1931. Byn nämndes i Domedagsboken (Domesday Book) år 1086, och kallades då Cilvelai.